# Euproctis bipunctigera
Euproctis bipunctigera är en fjärilsart som beskrevs av Embrik Strand 1910. Euproctis bipunctigera ingår i släktet Euproctis och familjen tofsspinnare. Inga underarter finns listade i Catalogue of Life.